# Luiz Razia
Luiz Tadeu Razia Filho (Barreiras, 4 aprile 1989) è un pilota automobilistico brasiliano.

## Carriera

### GP2

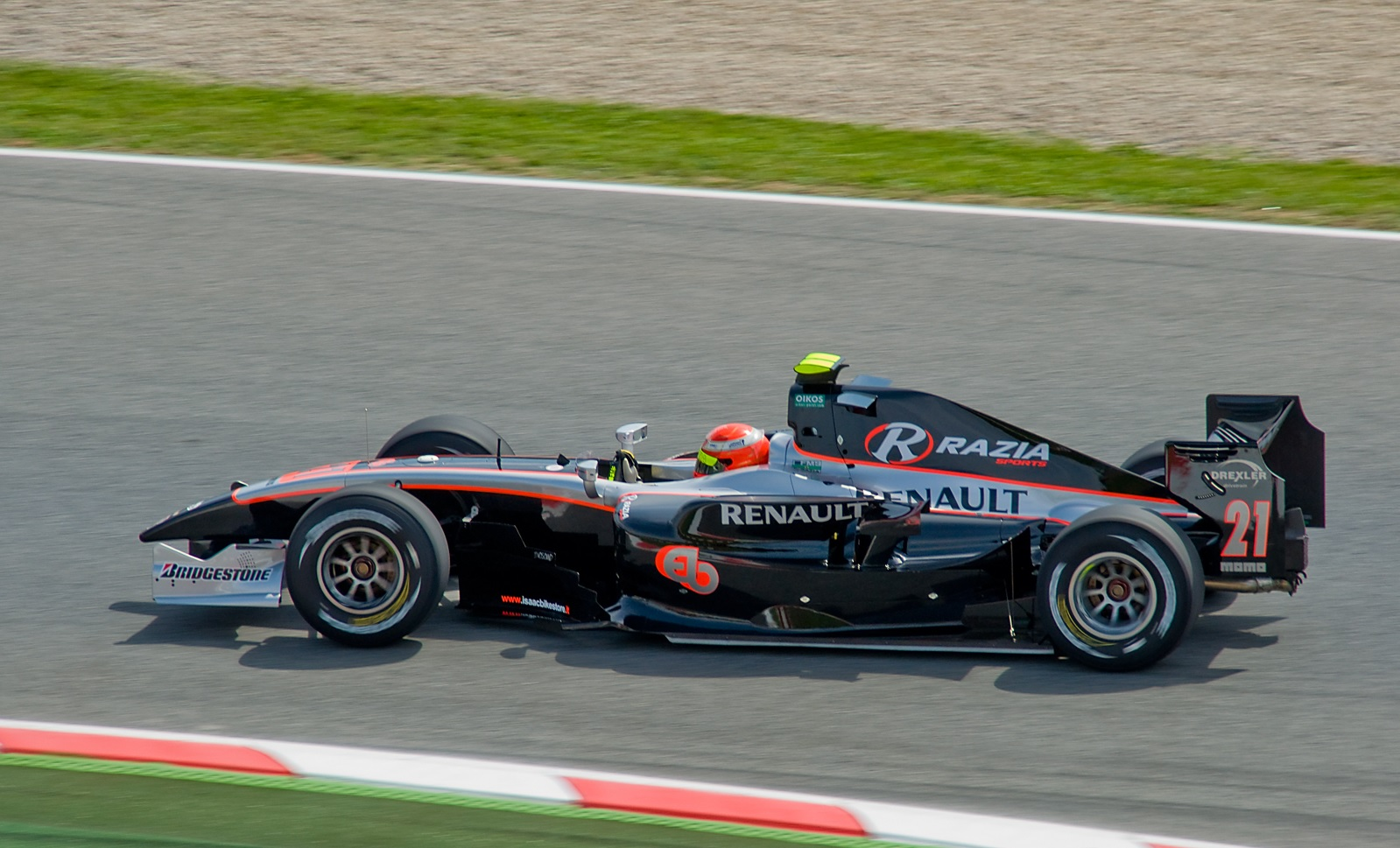
Razia mentre guida sul Circuito di Catalogna

Alla fine del 2006, Razia ha effettuato un test a Jerez de la Frontera con il team Racing Engineering e ne ha effettuato un altro nel 2008 sul circuito Paul Ricard. Il 2 ottobre 2008 viene annunciato il suo ingaggio da parte del Team Arden per il campionato 2008-2009 della GP2 Asia Series.
Ha firmato per la Fisichella Motor Sport per competere nella serie principale nella stagione 2009. Dopo aver ottenuto i suoi primi punti all'Autodromo nazionale di Monza nella gara lunga, conquistò la sua prima vittoria nella gara sprint.
Per il campionato 2009-2010 della GP2 Asia Series corre invece per il team Barwa Addax.

### Formula 1
Il 15 dicembre 2009 è stato ingaggiato come collaudatore, insieme ad Álvaro Parente, nel neonato team Virgin Racing.
Nel 2011 è stato ingaggiato nel ruolo di collaudatore per la Lotus, debuttando in Formula 1 in occasione del primo turno di prove libere in Cina con la vettura di Jarno Trulli e guidando in seguito anche nella prima sessione di prove del GP del Brasile..
Nel mese di febbraio del 2013 nel corso dei Test di Jerez la Frontera il brasiliano viene ingaggiato dalla Marussia come pilota titolare per la stagione 2013 assieme a Max Chilton, anche lui un esordiente. Tuttavia, il 1º marzo, prima dell'inizio della stagione, la Marussia rescinde il suo contratto, ingaggiando al suo posto Jules Bianchi.

### Risultati completi in GP2
| Anno | Team                                           | 1          | 2          | 3           | 4           | 5           | 6          | 7           | 8           | 9           | 10         | 11          | 12          | 13          | 14          | 15          | 16          | 17          | 18         | 19         | 20         | 21          | 22         | 23        | 24        | D.C. | Punti |
| ---- | ---------------------------------------------- | ---------- | ---------- | ----------- | ----------- | ----------- | ---------- | ----------- | ----------- | ----------- | ---------- | ----------- | ----------- | ----------- | ----------- | ----------- | ----------- | ----------- | ---------- | ---------- | ---------- | ----------- | ---------- | --------- | --------- | ---- | ----- |
| 2009 | Fisichella Motor Sport PPR.com Scuderia Coloni | ESP FEA 16 | ESP SPR 12 | MON FEA 13  | MON SPR 10  | TUR FEA Ret | TUR SPR 20 | GBR FEA 20  | GBR SPR Ret | GER FEA Ret | GER SPR 14 | HUN FEA Ret | HUN SPR Ret | VAL FEA Ret | VAL SPR 13  | BEL FEA     | BEL SPR     | ITA FEA 8   | ITA SPR 1  | POR FEA 10 | POR SPR 17 |             |            |           |           | 19º  | 8     |
| 2010 | Rapax                                          | ESP FEA 7  | ESP SPR 2  | MON FEA 7   | MON SPR 5   | TUR FEA 5   | TUR SPR 2  | VAL FEA Ret | VAL SPR Ret | GBR FEA Ret | GBR SPR 15 | GER FEA Ret | GER SPR 13  | HUN FEA 10  | HUN SPR Ret | BEL FEA 16  | BEL SPR 10  | ITA FEA Ret | ITA SPR 10 | ABU FEA 7  | ABU SPR 2  |             |            |           |           | 11º  | 27    |
| 2011 | Caterham Team Air Asia                         | TUR FEA 6  | TUR SPR 18 | ESP FEA Ret | ESP SPR Ret | MON FEA Ret | MON SPR 20 | VAL FEA 6   | VAL SPR 2   | GBR FEA 17  | GBR SPR 14 | GER FEA Ret | GER SPR 14  | HUN FEA 3   | HUN SPR 7   | BEL FEA Ret | BEL SPR Ret | ITA FEA 10  | ITA SPR 9  |            |            |             |            |           |           | 12º  | 19    |
| 2012 | Arden International                            | MYS FEA 1  | MYS SPR 5  | BHR1 FEA 2  | BHR1 SPR 4  | BHR2 FEA 4  | BHR2 SPR 2 | ESP FEA 8   | ESP SPR 1   | MON FEA 15  | MON SPR 6  | VAL FEA 3   | VAL SPR 1   | GBR FEA 5   | GBR SPR 1   | GER FEA 7   | GER SPR 10  | HUN FEA 3   | HUN SPR 3  | BEL FEA 6  | BEL SPR 20 | ITA FEA Rit | ITA SPR 16 | SGP FEA 5 | SGP SPR 4 | 2º   | 222   |